# ANEFHOP

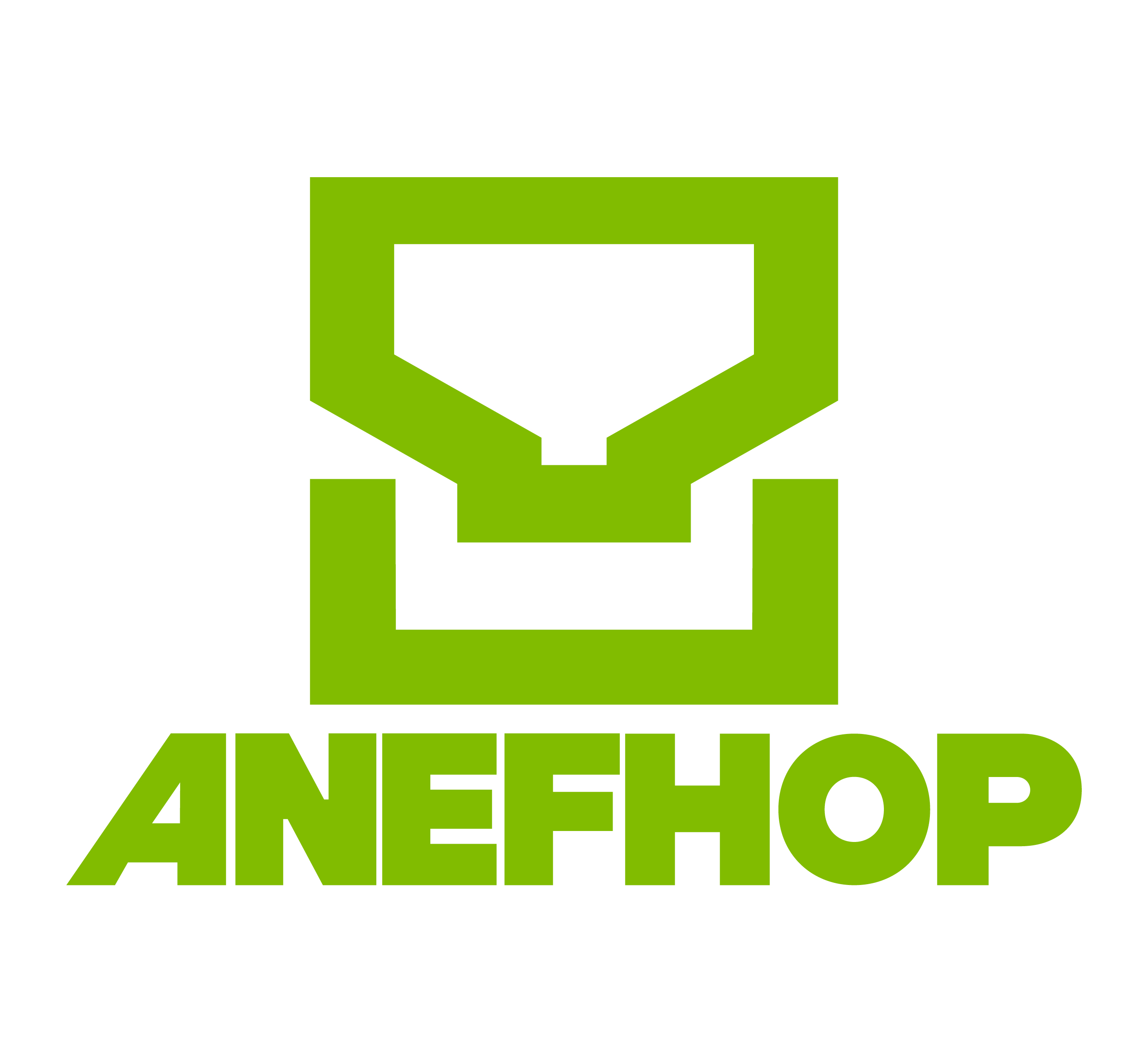

La Asociación Nacional Española de Fabricantes de Hormigón Preparado (ANEFHOP) engloba a las empresas fabricantes de hormigón preparado de España. Fue constituida el 26 de abril de 1968. Están afiliadas a ANEFHOP un total de 285 empresas fabricantes de hormigón preparado, que aportan más de 700 centrales distribuidas por todo el Estado español. 
Las actividades más importantes de ANEFHOP se centran en : 
- Asesoría técnica, jurídica y de seguros
- Negociación de convenios laborales (Nacional y Provinciales) del ámbito del hormigón y de los Derivados del Cemento
- Participación en la elaboración de legislación sectorial: Real Decreto 163/2019 por el que se aprueba la Instrucción Técnica para la realización del control de producción de los hormigones fabricados en central; Instrucción de Hormigón Estructural EHE-08; Código Estructural Español
- Participación en la elaboración de Normas UNE industriales del sector del hormigón preparado. ANEFHOP desempeña la Secretaría del Comité Técnico de Normalización CTN-83 de la Asociación Española de Normalización (UNE)
- Promoción y divulgación del uso del hormigón preparado
- Fomento de la sostenibilidad industrial del hormigón preparado, que se plasma en la exigencia de que las empresas asociadas cumplan con los requisitos del Distintivo HORMIGON EXPERT

La Asociación está vinculada a varios organismos de representación empresarial de nivel superior, tanto a nivel nacional como internacional. Es miembro de la Confederación Española de Organizaciones Empresariales (CEOE), Confederación Nacional de la Construcción (CNC); de la Confederación Española de Asociaciones de Fabricantes de Productos de Construcción (CEPCO), de la Federación Europea de Asociaciones Nacionales de Fabricantes de Hormigón Preparado (ERMCO), y de la Federación Iberoamericana del Hormigón Premezclado (FIHP).
El actual presidente de ANEFHOP es Carlos Raich Cabarrocas. 